# Guns N’ Roses
Guns N’ Roses ist eine US-amerikanische Hard-Rock-Band, die 1985 in Los Angeles gegründet wurde. Sie hat weltweit etwa 100 Millionen Alben verkauft, davon über 44,5 Millionen in den USA. Im April 2012 wurde die Band mit der Aufnahme in die Rock and Roll Hall of Fame geehrt.
Ende der 1980er und Anfang der 1990er Jahre gehörte Guns N’ Roses zu den erfolgreichsten Bands der Welt. Ihr Debütalbum Appetite for Destruction verkaufte sich weltweit 30 Millionen Mal, das aus zwei gleichzeitig veröffentlichten Werken bestehende Use Your Illusion über 35 Millionen Mal.
Mitte der 1990er Jahre verließen die meisten der ursprünglichen Mitglieder die Band, wodurch Sänger Axl Rose für die folgenden zwei Jahrzehnte das einzige verbliebene Mitglied des Gründungsjahres war. Nachdem mehr als zehn Jahre lang kaum neues Material von der Band veröffentlicht worden war, erschien 2008 das Album Chinese Democracy. Im April 2016 kam es zu einer Reunion mit den einstigen Bandmitgliedern Slash und Duff McKagan.
Der Rolling Stone listete die Band auf Rang 92 der „100 größten Musiker aller Zeiten“.

## Bandgeschichte

### Die Anfänge (1983–1986)

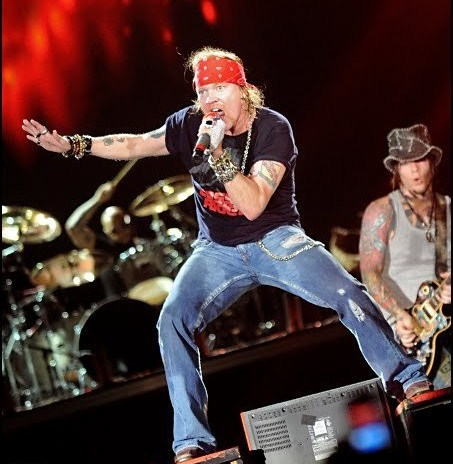
Sänger Axl Rose (seit 1985)

Die Schulfreunde Axl Rose (Gesang) und Izzy Stradlin (Rhythmusgitarre) aus Indiana zogen in den frühen 1980er Jahren nach Los Angeles und fingen an, gemeinsam Lieder zu schreiben. Nachdem sie in verschiedenen Musikgruppen tätig gewesen waren, gründeten sie 1983 die Band Hollywood Rose. Diese zerbrach im Folgejahr. Einige Lieder aus dieser Zeit wurden später für Aufnahmen von Guns N’ Roses verwendet. Stradlin wechselte zu der Band London und Rose trat den L.A. Guns bei. 1985 spielten beide wieder in derselben Band: Gemeinsam mit weiteren Mitgliedern der L.A. Guns gründeten sie Guns N’ Roses, deren Name sich aus denen der Vorgängergruppen zusammensetzte. Weitere Mitglieder waren Tracii Guns (Leadgitarre), Ole Beich (Bass) und Rob Gardner (Schlagzeug).
Beich verließ die Band nach einem Auftritt. Neuer Bassist wurde der aus Seattle stammende Duff McKagan, der zuvor vorwiegend im Punkrock tätig gewesen war. Unter anderem hatte er für die Gruppe Road Crew gespielt, deren beide einzigen festen Mitglieder die Schulfreunde Slash (bürgerlich: Saul Hudson) und Steven Adler waren. McKagan holte beide Musiker zu Guns N’ Roses, um dort Guns und Gardener zu ersetzen. Slash, dessen Markenzeichen ursprünglich sein Zylinder sowie sein Gesicht verbergende lange Haare und Sonnenbrille waren, übernahm die Leadgitarre, Adler das Schlagzeug. Die Band hatte damit ihre erste dauerhafte Besetzung gefunden. Nach einem Auftritt im Club The Troubadour wurden Guns N’ Roses 1986 von der Plattenfirma Geffen Records unter Vertrag genommen. Beim Label Uzi Suicide Records veröffentlichte die Band ihre erste EP namens Live ?!*@ Like a Suicide in einer limitierten Auflage von 10.000 Stück.

### Der Durchbruch (1987–1989)

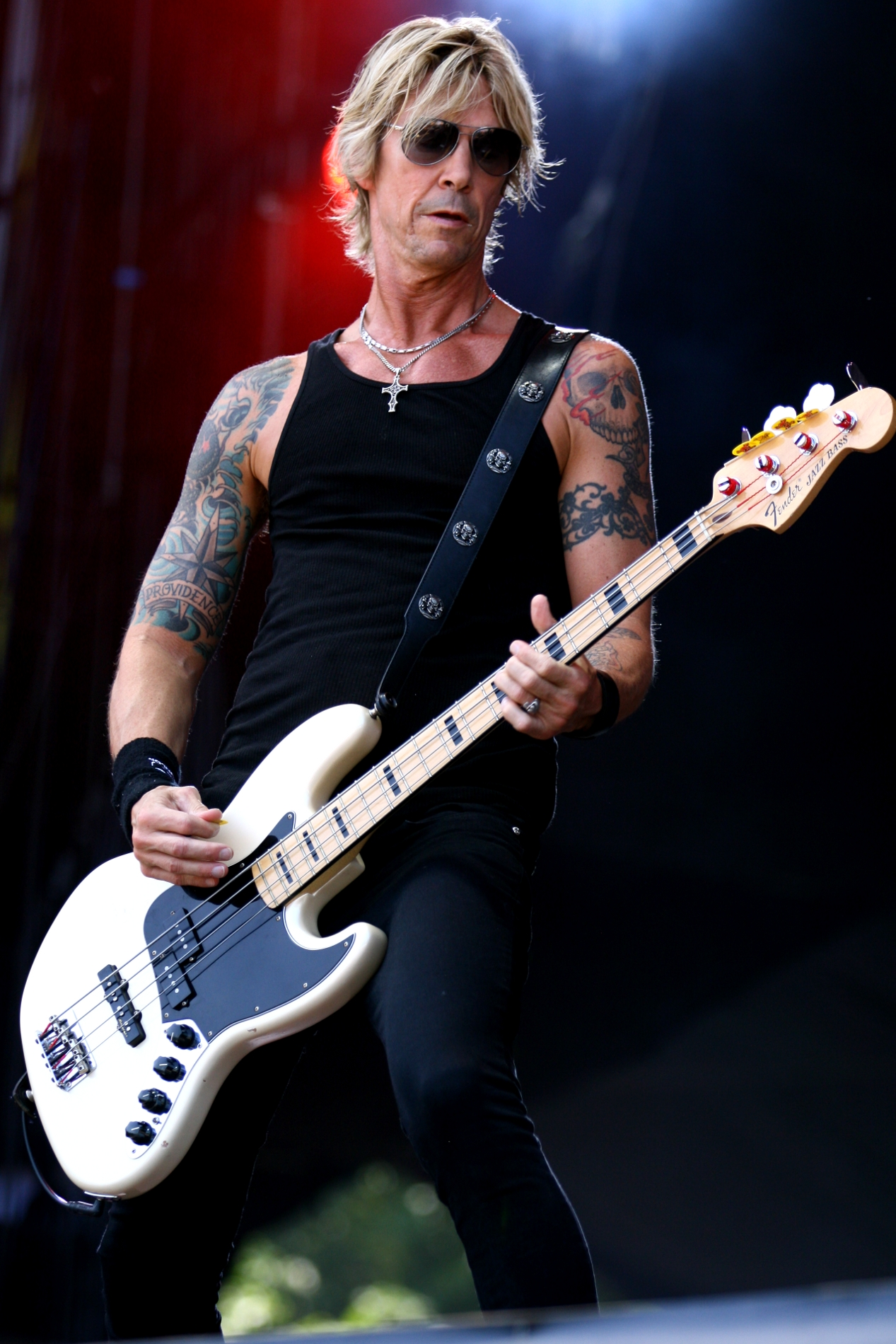
Bassist Duff McKagan (1985–1997; ab 2016)

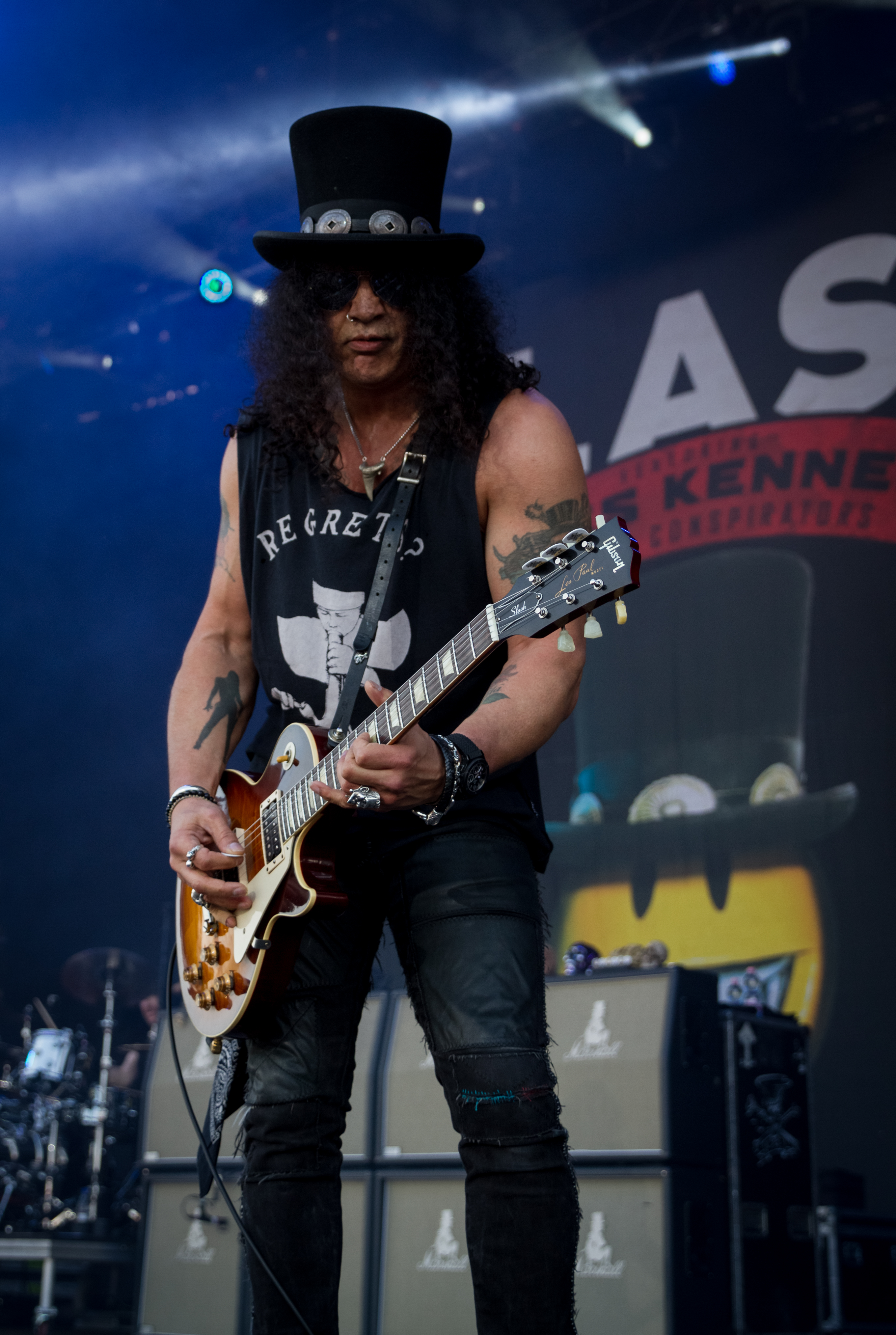
Lead-Gitarrist Slash (1985–1996; ab 2016)

Am 21. Juli 1987 erschien mit Appetite for Destruction das erste reguläre Album von Guns N’ Roses. Die Platte verkaufte sich in den ersten Monaten nur schleppend. Im Folgejahr landete die Band mit der Single Welcome to the Jungle einen Hit, obwohl diese zunächst nur im Nachtprogramm des einflussreichen Musiksenders MTV lief. Nachdem der Videoclip zu Sweet Child o’ Mine in der Heavy Rotation gespielt wurde, zog auch der Verkauf des Albums an. Im Sommer 1988 erreichten Album und Single Platz 1 der amerikanischen Billboard-Charts. Auch die Single Paradise City wurde ein Hit. Das Album Appetite for Destruction hat sich weltweit bisher 30 Millionen Mal verkauft, was es zu einem der erfolgreichsten Rockalben sowie dem erfolgreichsten Debütalbum aller Zeiten macht.
Ende 1988 wurde mit G N’ R Lies ein zweites Album veröffentlicht. Es bestand zur Hälfte aus den Liedern der EP Live?!*@ Like a Suicide sowie vier neuen Songs. Das Album schaffte es unter die ersten fünf der Albumcharts, während auch Appetite for Destruction dort noch vertreten war. Guns N’ Roses waren damit die einzige Band der 1980er Jahre, die gleichzeitig zwei Alben in den Top 5 hatten. Auch die Singleauskopplung Patience erreichte die amerikanischen Top 10. Der Erfolg von Guns N’ Roses beschränkte sich zu diesem Zeitpunkt nicht mehr auf ihr Heimatland. Auch in anderen Ländern erreichten ihre Alben und Singles hohe Positionen der Charts. Bei den MTV Video Music Awards im Herbst 1989 gewannen Guns N’ Roses für Sweet Child o’ Mine die Auszeichnung im Bereich Best Heavy Metal Video.
Der Bekanntheitsgrad der Band wurde durch diverse Skandale noch erhöht. Beim britischen Festival Monsters of Rock in Donington wurden 1988 zwei Fans während eines Auftritts der Gruppe zu Tode getrampelt, wovon die Band jedoch erst nach ihrem Auftritt erfuhr und sich bestürzt von den Ereignissen zeigte. Dem Lied One in a Million vom zweiten Album wurden rassistische und sexistische Absichten unterstellt. Der Alkoholmissbrauch und Heroinkonsum der Bandmitglieder führte zu verschiedenen negativen Vorfällen. Teile der Medien verurteilten das Verhalten von Guns N’ Roses, was ihren Ruf als aggressive Hardrockband noch verstärkte.
Im Jahr 1989 trat die aufstrebende Band bei der Steel Wheels-Tour als Vorgruppe der Rockband The Rolling Stones auf. Guns N’ Roses fiel mit ihrem Sänger und Texter Rose zu dieser Zeit durch als diskriminierend bzw. rassistisch empfundene Textpassagen (etwa „police and niggers“ in One in a Million) bzw. Äußerungen über kriminelle Schwarze auf.

### Der Höhepunkt (1990–1993)

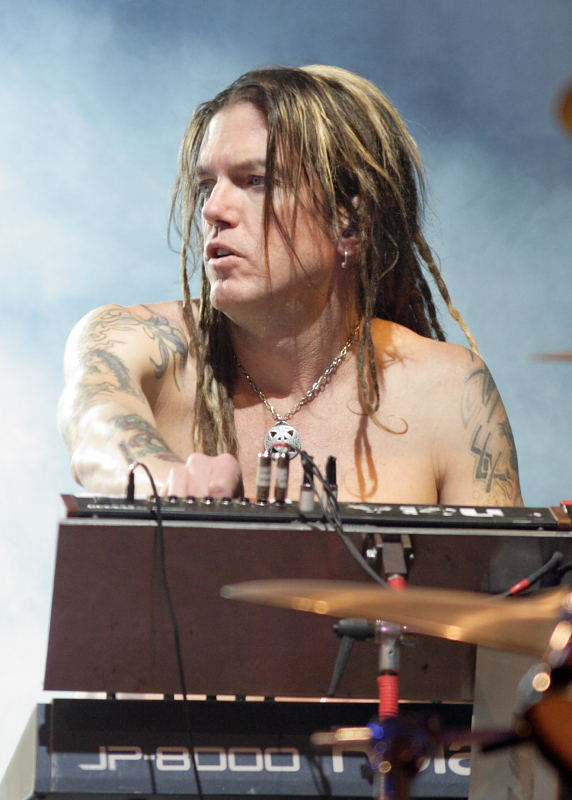
Keyboarder Dizzy Reed

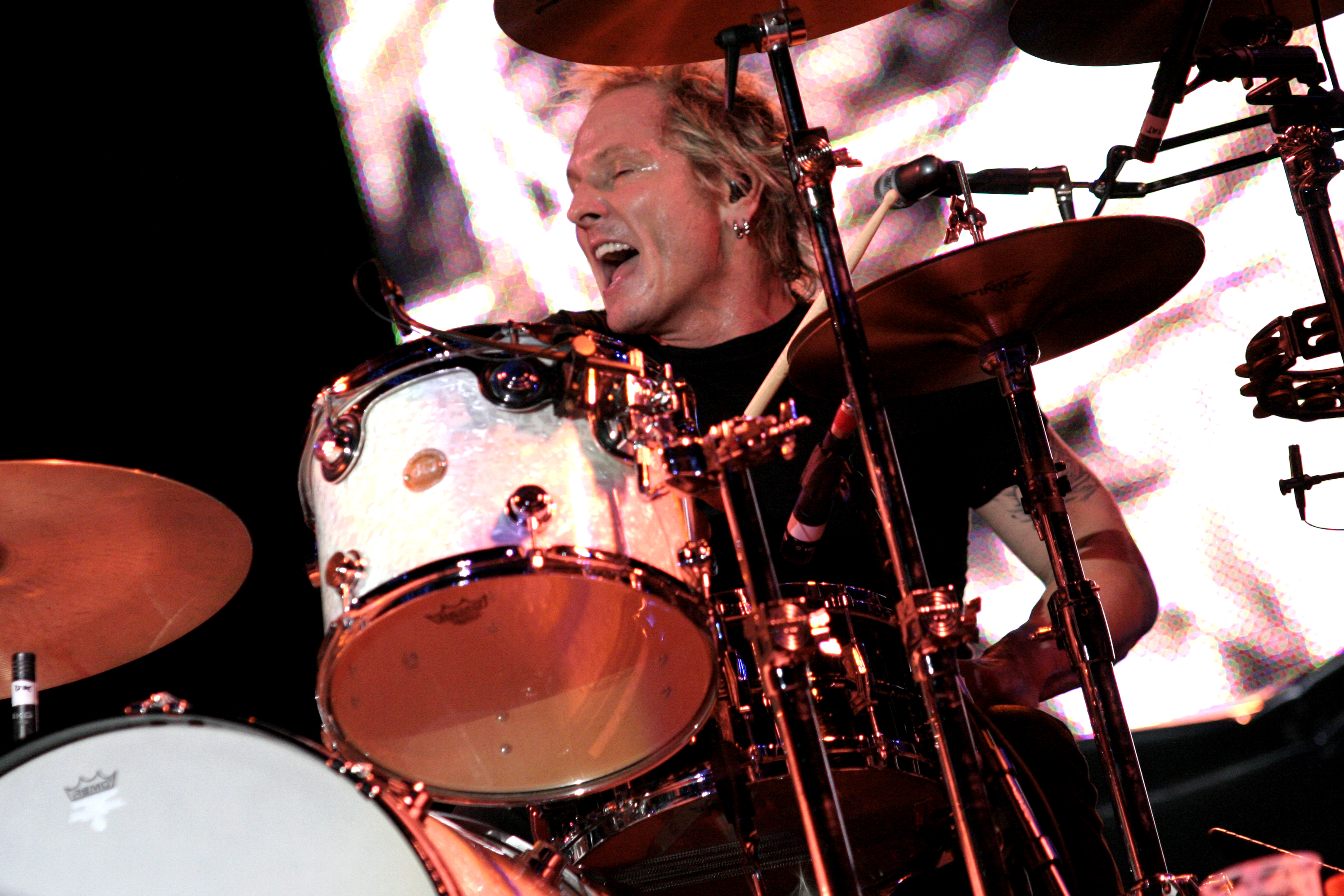
Schlagzeuger Matt Sorum (1990–1997)

Im Sommer 1990 veränderten sich Guns N’ Roses zum ersten Mal seit fünf Jahren wieder personell. Im Gegensatz zu den übrigen Bandmitgliedern bekam Steven Adler seine Heroinsucht nicht in den Griff und war nicht in der Lage, die Drumparts zum Song Civil War einzuspielen, woraufhin er entlassen und durch Matt Sorum, den Schlagzeuger von The Cult, ersetzt wurde. Während Slash später erklärte, Sorums Einstieg habe die Band gerettet, beklagte Izzy Stradlin, dass das Zusammenspiel ohne Adler nicht mehr richtig funktioniert habe. Mit Dizzy Reed wurde ein Keyboarder dauerhaft als sechster Musiker rekrutiert, er wurde aber kein reguläres Bandmitglied.
Seit längerem war mit Use Your Illusion ein neues Album angekündigt worden, dessen Veröffentlichung mehrfach verschoben wurde. Die Konzerte der Band waren äußerst erfolgreich. Am 21. Januar 1991 traten Guns N’ Roses als Headliner des Festivals Rock in Rio im brasilianischen Rio de Janeiro vor 140.000 Menschen auf; dabei spielten sie auch einige neue Songs wie You Could Be Mine. Im Mai begann die Band mit ihrer weltweiten Tournee zur Promotion des neuen Albums, noch vor dessen Veröffentlichung. Axl Rose musste sich vor Gericht wegen Auslösens schwerer Ausschreitungen verantworten, nachdem die Band ein Konzert im damaligen Riverport Amphitheatre am 2. Juli 1991 in St. Louis vorzeitig abgebrochen hatte. Dieses Konzertereignis ist auch als Riverport Riot bekannt.
Am 17. September 1991 erschien zeitgleich das neue Werk der Band: Use Your Illusion I und Use Your Illusion II wurden als zwei unabhängige Alben veröffentlicht und stiegen auf Platz 2 beziehungsweise Platz 1 in die US-Charts ein. Insgesamt wurden weltweit bisher 35 Millionen Exemplare der beiden Alben abgesetzt. Kurz nach der Veröffentlichung verlor die Band ihren wichtigsten Songwriter, Izzy Stradlin, der einige Wochen nach dem Ende der Aufnahmen aus der Band ausstieg, da er seine Drogensucht überwunden hatte und den ausschweifenden Lebensstil der Band nicht mehr mittragen wollte. Insbesondere sah er sich den Belastungen der geplanten großen Welttournee nicht gewachsen und war zudem unzufrieden mit dem neuen Drummer Sorum. Er wurde noch vor der Veröffentlichung der ersten Single You Could be Mine als Rhythmusgitarrist durch Gilby Clarke ersetzt. Die Singleauskopplungen November Rain und Don’t Cry erreichten die Top 10 in den USA. Mit You Could Be Mine, Live and Let Die (Coverversion von Live and Let Die der Band Wings), Knockin’ on Heaven’s Door und Yesterdays platzierten sich weitere vier Singles auf den ersten zehn Plätzen der britischen Charts. Dem aufwändigen Video zu November Rain wurde von MTV 1992 die Auszeichnung für Best Cinematography in a Video verliehen. Die Tournee zu Use Your Illusion wurde bis zum Sommer 1993 fortgesetzt und war überaus erfolgreich. In 28 Monaten hatten Guns N’ Roses insgesamt 192 Konzerte gegeben, darunter ein gefeierter Auftritt beim Freddie Mercury Tribute Concert im April 1992 sowie eine Co-Headlinertournee mit Metallica im Sommer 1992.

### Der Umbruch (1994–2005)

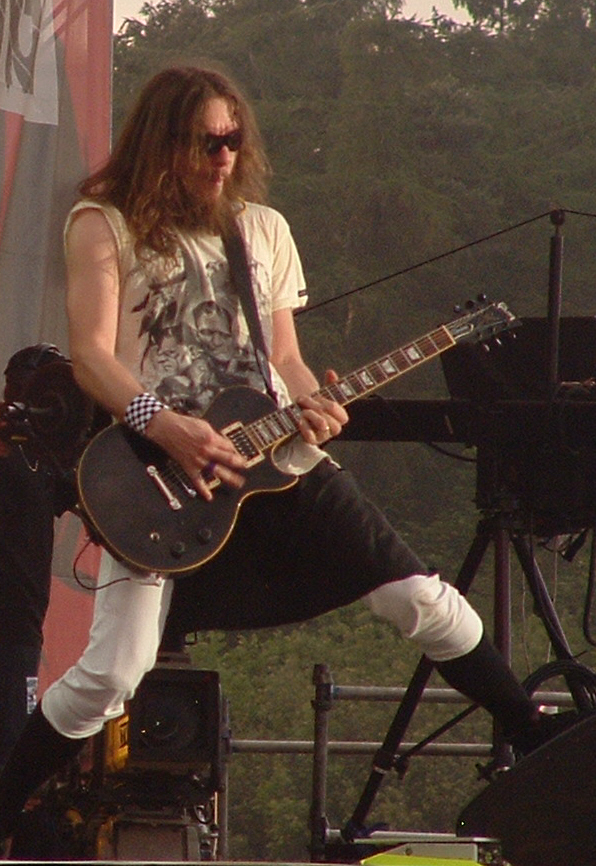
Lead-Gitarrist Robin Finck (1997–2008, mit Unterbrechungen)

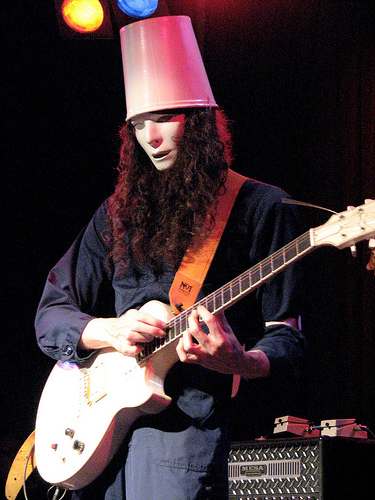
Lead-Gitarrist Buckethead (2000–2004)

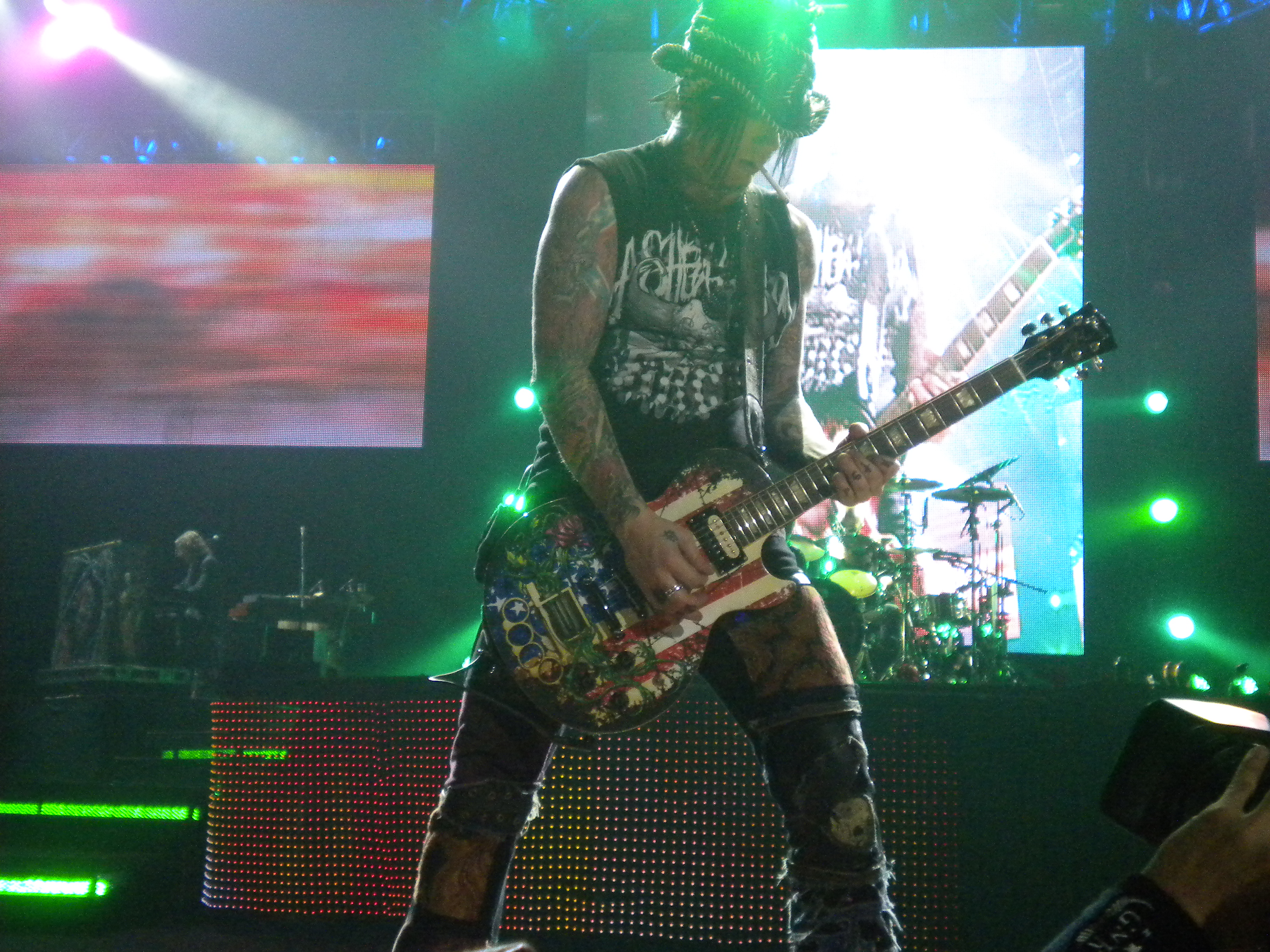
Lead-Gitarrist DJ Ashba (2009–2015)

Im November 1993 wurde mit „The Spaghetti Incident?“ das nächste Album veröffentlicht. Dieses bestand nicht aus neuen eigenen Songs, sondern ausschließlich aus Coverversionen, die überwiegend aus dem Punk- und Hard-Rock stammten. Als Grund dafür wird meist angenommen, dass es Rose und Slash nach dem Ausscheiden Stradlins, der wesentlich am Songwriting der Band beteiligt gewesen war, nicht mehr vermochten, ihre eigenen Kompositionen in eine angemessen straffe Form zu bringen, so dass man stattdessen auf Fremdmaterial zurückgriff. Das Album erreichte in den USA Platz 4 der Charts, wobei die Verkaufszahlen weit hinter den vorigen zurücklag; später ausgekoppelte Singles waren teilweise moderate Erfolge in Europa. Von Kritikern wurde das Album spöttisch als The Spaghetti Accident? (accident, engl. = Unfall) bezeichnet.
Guns N’ Roses veröffentlichten danach 15 Jahre lang kein weiteres Studioalbum mehr. Innerhalb der Band kam es zum Streit. Gilby Clarke wurde 1994 entlassen, da ihn Rose für die Schwierigkeiten der Band beim Songwriting verantwortlich machte, und durch Paul „Tobias“ Huge, mit dem Axl Rose bereits den Song Back Off, Bitch geschrieben hatte, ersetzt. Zudem war der musikalische Kurs der Gruppe zunehmend umstritten: Slash wollte weiterhin klassischen Hardrock spielen, während Axl Rose eine progressive Ausrichtung mit Industrial-Rock-Einflüssen favorisierte. 1995 gründete Slash seine eigene Band namens Slash’s Snakepit, im Folgejahr wurde sein Abschied von Guns N’ Roses offiziell bekanntgegeben. Als Gründe für seinen Ausstieg nennt Slash in seiner 2007 erschienenen Autobiografie die nach dem Ausstieg von Steven Adler und insbesondere Izzy Stradlin verloren gegangene Bandchemie sowie menschliche Differenzen mit Axl Rose. Nachdem 1997 neben Matt Sorum auch Duff McKagan die Band verlassen hatte, war Axl Rose das letzte verbliebene Mitglied des Gründungsjahres.
Axl Rose löste Guns N’ Roses nicht auf, sondern ersetzte seine langjährigen Weggefährten durch neue Musiker: Paul Tobias (Rhythmusgitarre), der bereits auf der Single Sympathy for the Devil gespielt hatte, Robin Finck (Leadgitarre), Josh Freese (Schlagzeug), Tommy Stinson (Bass) sowie Chris Pitman als zweiter Keyboarder neben Dizzy Reed. Ein neues Album mit dem Arbeitstitel 2000 Intensions, der bald zu Chinese Democracy geändert wurde, wurde angekündigt, doch veröffentlichten Guns N’ Roses 1999 nur die Live-Kompilation Live Era: ’87–’93. An neuem Material erschien die Single Oh My God als Teil des Soundtracks zum Film End of Days mit Arnold Schwarzenegger. Weder das Live-Album noch die neue Single waren sonderlich erfolgreich.
Im Jahr 2000 standen die nächsten personellen Veränderungen innerhalb der Band an: Josh Freese wurde durch Bryan Mantia ersetzt, Robin Finck durch den Avantgardegitarristen Buckethead und zwei Jahre später Paul Tobias durch Richard Fortus. Finck fand schnell zur Band zurück, die von diesem Zeitpunkt an insgesamt drei Gitarren im Line-up führte. Auftritte der Band fanden im Vergleich zu den frühen 1990er Jahren eher sporadisch statt. In der Silvesternacht 2001 bestritt das neue Line-up sein erstes Konzert im House of Blues und bekam positive Kritiken. Im Januar 2001 spielte die Band in Brasilien vor fast 300.000 Zuschauern als Headliner des Rock-in-Rio-Festivals. Im Herbst 2002 veranstalteten Guns N’ Roses eine kleine Tour durch Nordamerika und Großbritannien. Dabei kam es zu Tumulten, als die Band ihr Konzert in Vancouver kurzfristig absagte und Fans daraufhin randalierten.
Da auch weiterhin kein neues Studioalbum in Sicht war, veröffentlichte Geffen im März 2004 die Greatest Hits. Auch wenn sich Axl Rose sowie die früheren Bandmitglieder Slash und Duff McKagan gegen diese Kompilation gewehrt hatten, wurde sie zum größten Verkaufserfolg seit Use Your Illusion. Im selben Jahr verließ Buckethead die Band.

### Der Neubeginn (2006–2015)

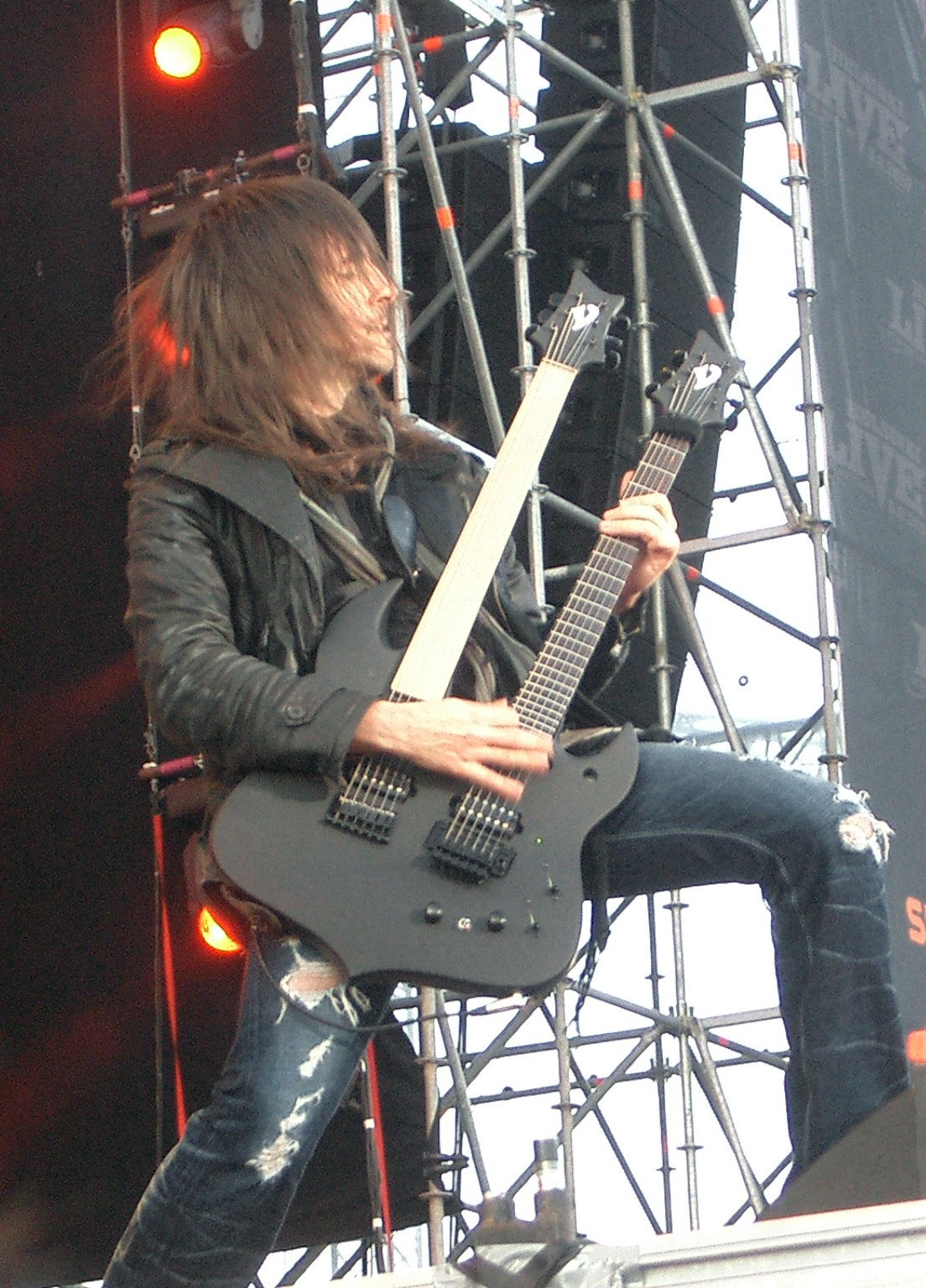
Lead-Gitarrist Ron „Bumblefoot“ Thal (2006–2015)

Am 12. Mai 2006 gab die Band ihr Comeback-Konzert in New York, bei dem der neue Leadgitarrist Ron „Bumblefoot“ Thal (bürgerlich Ronald Blumenthal) vorgestellt wurde. Sie traten 2006 bei Rock am Ring auf. Robin Finck wurde noch bis 2008 als dritter Gitarrist geführt, kehrte aber dann wieder zu seiner alten Band Nine Inch Nails zurück. Bei einigen Auftritten der Europa-Tournee von Guns N’ Roses spielte Izzy Stradlin kurzzeitig wieder mit der Band, gegen Ende der jeweiligen Konzerte. Während der Tour übernahm Frank Ferrer dauerhaft das Schlagzeug von Bryan Mantia. Die Band hatte damit zumindest für die kommenden Jahre wieder eine dauerhafte Besetzung gefunden.
Seit den 1990ern war bereits ein neues Album mit dem Titel Chinese Democracy angekündigt. Dessen Erscheinen wurde mehrfach verschoben, wodurch es im Musikbusiness als Running Gag gehandelt wurde. Im Oktober 2006 startete die offizielle US-Tour zur Promotion des Albums, das aber weiterhin nicht veröffentlicht wurde. Allerdings tauchte im Internet illegal vereinzelt neues Material von Guns N’ Roses auf.
Im März 2008 gab der amerikanische Softdrink-Hersteller Dr Pepper bekannt, jedem Bewohner der USA eine Dose des Getränks zu schenken, sollte Chinese Democracy noch in jenem Jahr veröffentlicht werden. Im Herbst musste dieses Versprechen tatsächlich eingelöst werden, zumindest konnten sich Amerikaner für ein Gratisgetränk registrieren lassen. Das neue Album Chinese Democracy kam am 22. November 2008 auf den Markt.
Nachdem für das Album so gut wie keine PR gemacht worden war, gingen Guns N’ Roses mit dem neuen Gitarristen DJ Ashba im Dezember 2009 auf Tour. Zunächst spielten sie einige Konzerte in Asien, wo sie unter anderem in den Tokyo Dome nach Japan zurückkehrten. Danach führte sie die Tour nach Kanada sowie für zwei Überraschungskonzerte in die USA und nach Südamerika. Von Juli bis Oktober spielten Guns N’ Roses in Europa; zuletzt waren sie in Australien unterwegs.
Bei einem Konzert in der Londoner O2-Arena am 14. Oktober 2010 spielte zum ersten Mal seit 1993 der langjährige Bassist Duff McKagan wieder bei einem Auftritt der Band mit. Er spielte Bass bei den Liedern You Could Be Mine, Nice Boys und Knockin’ on Heaven’s Door und Tamburin bei Patience.
Am 2. Oktober 2011 spielten sie zum dritten Mal in Folge auf dem alle 10 Jahre stattfindenden Rock-in-Rio-Festival in Rio de Janeiro als Headliner. Im Anschluss folgte eine Amerika-Tournee. Am 8. Juni 2012 gaben sie in Mönchengladbach ihr einziges Deutschlandkonzert seit 2006. 2014 half Duff McKagan in der Band aus, da Tommy Stinson einige Konzerte nicht mitspielen konnte.
2011 gelangte Guns N’ Roses in die internationale Medienberichterstattung. Das russische Vorstandsmitglied Andrey Rappoport des russischen Konzerns FGC UES zahlte eine Million US-Dollar für ein privates Konzert in Moskau. Er schenkte es dem stellvertretenden Unternehmenschef Alexander Chistyakov.
Im Juli 2015 verkündete DJ Ashba seinen Ausstieg bei Guns N’ Roses. Er wolle sich mehr auf seine Band Sixx:A.M. konzentrieren und um seine Familie kümmern. Auch andere Bandmitglieder wie etwa Bumblefoot, der sich in der Vergangenheit immer häufiger mit terminlichen Überschneidungen zwischen der Band und seinen Soloaktivitäten konfrontiert sah, äußerten sich nur vorsichtig zu weiteren Zukunftsplänen. Ende August kündigte Richard Fortus an, dass 2016 ein großes Jahr für die Fans der Band werden würde.

### Die Wiedervereinigung (seit 2016)
Im Januar 2016 gaben Guns N’ Roses bekannt, dass die Band am 16. und 23. April 2016 auf dem kalifornischen Coachella Valley Music and Arts Festival auftreten werde. Erstmals nach rund 23 Jahren würden Axl Rose, Slash und Duff McKagan wieder gemeinsam auf der Bühne stehen. Über die restliche Besetzung, insbesondere wer die Rhythmusgitarre und das Schlagzeug übernehmen solle, wurde zunächst nichts bekannt. Die 180.000 Tickets für das Coachella Festival waren nach einer Stunde ausverkauft.
Am 1. April 2016 gaben die wiedervereinigten Guns N’ Roses im Troubadour, einem Club in Los Angeles, ihr erstes Konzert mit der Besetzung Axl Rose (Gesang), Slash (Leadgitarre), Duff McKagan (Bassgitarre), Dizzy Reed (Keyboard), Richard Fortus (Rhythmusgitarre), Frank Ferrer (Schlagzeug) und Melissa Reese als neue Keyboarderin. Das Überraschungskonzert war erst am Morgen des 1. Aprils bekannt gemacht worden.
Ab diesem Konzert lief in der teils wiedervereinten Besetzung die Not In This Lifetime World Tour. Der Name ist eine Anspielung auf ein Interview mit Axl Rose aus dem Jahr 2012, in dem er auf die Frage, ob es eine Chance auf eine zukünftige Wiedervereinigung (insbesondere mit Slash) gebe, mit “Not In This Lifetime” (zu dt. „nicht in diesem Leben“) geantwortet hatte.
Die Tour führte auch nach Deutschland, Österreich und die Schweiz. Am 7. Juni 2017 spielte die Band ihr einziges Konzert für die Schweiz in Zürich. Ihr erstes Deutschlandkonzert gaben sie am 13. Juni 2017 im Münchner Olympiastadion, ihr erstes Konzert seit 1993 in der bayerischen Landeshauptstadt. Das Konzert in Hannover am 22. Juni 2017 musste wegen Unwetter unterbrochen werden. Die 75.000 Besucher wurden gebeten, sich in die nahegelegenen Messehallen zu begeben. Die Show wurde nach 90 Minuten Pause fortgesetzt. Als Gastmusiker trat Angus Young für zwei Stücke auf. Aufgrund der besonderen Umstände gab der Oberbürgermeister von Hannover eine Sondergenehmigung, das Konzert auch nach 24 Uhr noch fortzusetzen. Es dauerte bis 1:15 Uhr. Im Juli 2017 folgte ein Konzert im Ernst-Happel-Stadion in Wien. Nach Konzerten in Nord- und Südamerika kehrte die Band im Sommer 2018 nach Europa zurück, der Auftakt fand am 3. Juni 2018 im Olympiastadion Berlin statt. Im Jahr 2020 sollte die Band im Rahmen des Leg 13 (Europe) der Not in This Lifetime... Tour für zwei Shows nach Deutschland zurückkehren und am 26. Mai 2020 im Olympiastadion in München und am 2. Juni 2020 im Volksparkstadion in Hamburg. spielen. Aufgrund der Covid-19-Pandemie wurde das Konzert in Hamburg abgesagt, das Konzert in München zunächst um ein Jahr verschoben, dieses fand letztlich am 8. Juli 2022 statt.
Die Not In This Lifetime-Tour gilt finanziell als sehr erfolgreich. Ende 2017 lag der Umsatz bei 475 Millionen US-Dollar (etwa 404 Millionen Euro). Im Sommer 2018 wurde zudem das Album „Appetite for Destruction“ als Remastered-Album veröffentlicht. So kehrte das Album nach 29 Jahren wieder in die amerikanischen Billboard 200 Charts zurück, auf Platz 10, während es in die deutschen Albumcharts im Juli 2018 auf Platz 2 wiedereinstieg.
Im März 2025 gab die Band erneut einen Personalwechsel bekannt: Schlagzeuger Frank Ferrer verließ die Band nach 19 Jahren. Auf ihn folgte Isaac Carpenter, der somit direkt auf die ab Mai 2025 startende Welttournee unter dem Titel "Because What You Want & What You Get Are Two Completely Different Things" durfte.
Für diese Tour kehrt die Band nochmals nach Deutschland zurück und spielt zwei Konzerte: am 18. Juni in der Merkur Spiel-Arena in Düsseldorf und am 20. Juni in der Allianz Arena in München.
Im Jahr 2025 spielte die Band als Headliner mehr als drei Stunden lang auf der Hauptbühne in Wacken und stellte damit einen Wackenrekord auf.

## Stil
Der Stil der Band entwickelte sich im Laufe der Jahre und vereinte dabei verschiedene Genres. So stand das Debütalbum Appetite for Destruction klar im Zeichen des Sleaze Rock, einer Unterart des Hard Rock, welcher auf eine betont dreckige und ungeschliffene Spielart Wert legt. Hierauf bauten auch Image und Aussehen der Band auf, welche als rebellische Underdogs mit exzessivem, selbstzerstörerischem Verhalten und pessimistischen Texten im starken Kontrast zu den sauber gestylten und eher „poppig“ orientierten Bands des Glam Metal wie etwa Bon Jovi oder Van Halen standen. Lieder wie Welcome to the Jungle oder Nightrain sind dabei sehr rifflastig gehalten, die Gitarren oft nicht vollkommen sauber gespielt und auch durch die billigen Produktionsbedingungen entstand ein roher, ungeschliffener Sound, der dieses Album prägte.
G N’ R Lies, zur Hälfte ein Unplugged-Album, band neben dem akustischen Rock auch einige Elemente des Blues und des Bluesrock mit ein.
Sehr vielfältig waren dann die Lieder der Use Your Illusion-Alben: So finden sich auch hier wieder Songs, welche durch ihre rohe Gewalt am ehesten dem Sleaze-Rock zuzuordnen sind (etwa Right Next Door to Hell, Garden of Eden oder Shotgun Blues), während auch eindeutig Bluesrock (Bad Obsession), Blues (You Ain’t the First) und Country-Anleihen (Intro zu Breakdown) zu finden sind. Die Zahl der rockig gehaltenen Balladen (November Rain, Estranged, das auf beiden Alben in verschiedenen Versionen vertretene Don’t Cry) ist hier insgesamt recht hoch.
Mit “The Spaghetti Incident?” entstand ein reines Cover-Album, dessen Originale überwiegend aus den Hard-Rock- und Punk-Bereichen stammen. Die meisten Lieder wurden hier recht geradlinig in einer Hard-Rock-Version wiedergegeben.
Das von Kritikern sehr ambivalent aufgenommene Chinese Democracy beinhaltet Synthie-Sounds, -Loops und Drum-Computer, welche stellenweise an Werke des Nu Metal erinnern. Ansonsten ist auch dieses Album eher in einem herkömmlichen Hard-Rock-Stil gehalten.

## Musikvideos
Guns N’ Roses produzierte zu einigen ihrer Lieder aufwendige Musikvideos. November Rain zählt mit den Kosten von 1,5 Millionen Dollar zu den zwanzig teuersten Videos aller Zeiten. Die Band gewann den Michael Jackson Video Vanguard Award von MTV für die Clips der Use-Your-Illusion-Alben. Mit dem Video zu Sweet Child o’ Mine hat Guns N’ Roses einen Rekord aufgestellt: Es ist das erste Musikvideo der Achtziger mit über einer Milliarde Abrufen bei YouTube. Der Song You Could Be Mine wurde in den Soundtrack zu Terminator 2 mit Arnold Schwarzenegger aufgenommen. Im Video werden einige Filmsequenzen eingespielt und Arnold Schwarzenegger selbst sucht als Terminator die Band, verschont sie am Schluss jedoch.

## Diskografie
Studioalben

| Jahr | Titel Musiklabel                         | Höchstplatzierung, Gesamtwochen, AuszeichnungChartplatzierungen (Jahr, Titel, Musiklabel, Platzierungen, Wochen, Auszeichnungen, Anmerkungen) | Höchstplatzierung, Gesamtwochen, AuszeichnungChartplatzierungen (Jahr, Titel, Musiklabel, Platzierungen, Wochen, Auszeichnungen, Anmerkungen) | Höchstplatzierung, Gesamtwochen, AuszeichnungChartplatzierungen (Jahr, Titel, Musiklabel, Platzierungen, Wochen, Auszeichnungen, Anmerkungen) | Höchstplatzierung, Gesamtwochen, AuszeichnungChartplatzierungen (Jahr, Titel, Musiklabel, Platzierungen, Wochen, Auszeichnungen, Anmerkungen) | Höchstplatzierung, Gesamtwochen, AuszeichnungChartplatzierungen (Jahr, Titel, Musiklabel, Platzierungen, Wochen, Auszeichnungen, Anmerkungen) | Anmerkungen                                                     |
| Jahr | Titel Musiklabel                         | DE | AT | CH | UK | US | Anmerkungen                                                     |
| ---- | ---------------------------------------- | --- | --- | --- | --- | --- | --------------------------------------------------------------- |
| 1987 | Appetite for Destruction Geffen Records  | DE2 Platin · (74 Wo.)DE | AT3 Platin · (57 Wo.)AT | CH5 Platin · (47 Wo.)CH | UK5 ×8Achtfachplatin · (284 Wo.)UK | US1 ×8Diamant + Achtfachplatin · (259 Wo.)US                                                                                                  | Erstveröffentlichung: 21. Juli 1987 Verkäufe: + 30.000.000      |
| 1988 | G N’ R Lies Geffen Records               | DE37 Gold · (14 Wo.)DE | AT10 Gold · (13 Wo.)AT | CH15 (10 Wo.)CH | UK22 Gold · (41 Wo.)UK | US2 ×5Fünffachplatin · (53 Wo.)US | Erstveröffentlichung: 28. November 1988 Verkäufe: + 10.000.000  |
| 1991 | Use Your Illusion I Geffen Records       | DE4 ×2Doppelplatin · (105 Wo.)DE | AT2 ×2Doppelplatin · (42 Wo.)AT | CH3 ×2Doppelplatin · (36 Wo.)CH | UK2 Platin · (85 Wo.)UK | US2 ×7Siebenfachplatin · (108 Wo.)US | Erstveröffentlichung: 17. September 1991 Verkäufe: + 17.000.000 |
| 1991 | Use Your Illusion II Geffen Records      | DE2 ×5Fünffachgold · (104 Wo.)DE | AT1 ×2Doppelplatin · (73 Wo.)AT | CH2 ×3Dreifachplatin · (61 Wo.)CH | UK1 Platin · (86 Wo.)UK | US1 ×7Siebenfachplatin · (106 Wo.)US | Erstveröffentlichung: 17. September 1991 Verkäufe: + 18.000.000 |
| 1993 | “The Spaghetti Incident?” Geffen Records | DE5 Gold · (23 Wo.)DE | AT4 Gold · (16 Wo.)AT | CH3 Gold · (19 Wo.)CH | UK2 Gold · (13 Wo.)UK | US4 Platin · (22 Wo.)US | Erstveröffentlichung: 23. November 1993 Verkäufe: + 3.068.935   |
| 2008 | Chinese Democracy Geffen Records         | DE2 Gold · (14 Wo.)DE | AT3 (14 Wo.)AT | CH1 (13 Wo.)CH | UK2 Platin · (12 Wo.)UK | US3 Platin · (16 Wo.)US | Erstveröffentlichung: 21. November 2008 Verkäufe: + 2.600.000   |

### Unveröffentlichte Lieder
Im Laufe der Jahre, in denen die Gruppe auf Tournee war, kam es immer wieder vor, dass die Band auch Lieder spielte, welche sich auf keinem der regulär erhältlichen Alben befinden. Von den meisten dieser Lieder existiert eine Aufnahme auf einem Bootleg. Einige der Songs waren fester Bestandteil der Setlist, so wurde zum Beispiel Sail Away Sweet Sister praktisch immer als Intro zu Sweet Child o’ Mine gespielt. Unveröffentlichte Lieder (überwiegend Coverversionen) sind:
Ain’t Going Down, Anxious Disease, Bad Time, Blues Jam, Bohemian Rhapsody, Born to Be Wild, Bring It Back Home, Come Together, Cornshucker, Crash Diet, Dead, Jail or Rock n’ Roll, Drift Away, Dust in the Wind, Everything, Fallen Angel, Free Fallin’, Godfather Theme, Good Night Tonight, Happiness Is a Warm Gun, Heartbreak Hotel, Honky Tonk Women, I Did You No Wrong, Imagine, Indiana Ain’t My Kinda Town, I Keep Smiling, I Was Only Joking, It’s All Right, It Tastes Good, Don’t It?, Jumping Jack Flash, Just Another Sunday, Let It Be, Lucy in the Sky with Diamonds, Marseilles, Mongoloid, Mother, One, Only Women Bleed, Piece of Me, Roadhouse Blues, Rock n’ Roll, Sail Away Sweet Sister, Sailing, Salt of the Earth, Sentimental Movie, Tie Your Mother Down, Train Kept a Rollin’, Too Fast to Live, Too Much, Too Soon, Under My Wheels, Voodoo Child, We Will Rock You, You Shook Me All Night Long
Da obige Songs noch mit dem alten Line-up gespielt wurden, ist es nicht wahrscheinlich, dass sie jemals regulär veröffentlicht werden.

## Dokumentarfilm
- Guns N’ Roses. Die gefährlichste Band der Welt (The Most Dangerous Band in the World: The Story of Guns N’ Roses). 59 Min. Regie: Jon Brewer. Vereinigtes Königreich 2016.[49][50]